# Districtul Guarda
Districtul Guarda (portugheză Distrito de Guarda) este un district în nordul Portugaliei, cu reședința în Guarda. Are o populație de 173 716 locuitori și suprafață de 5 518 km².

## Municipii
- Aguiar da Beira
- Almeida
- Celorico da Beira
- Figueira de Castelo Rodrigo
- Fornos de Algodres
- Gouveia
- Guarda
- Manteigas
- Mêda
- Pinhel
- Sabugal
- Seia
- Trancoso
- Vila Nova de Foz Côa